# Oketz

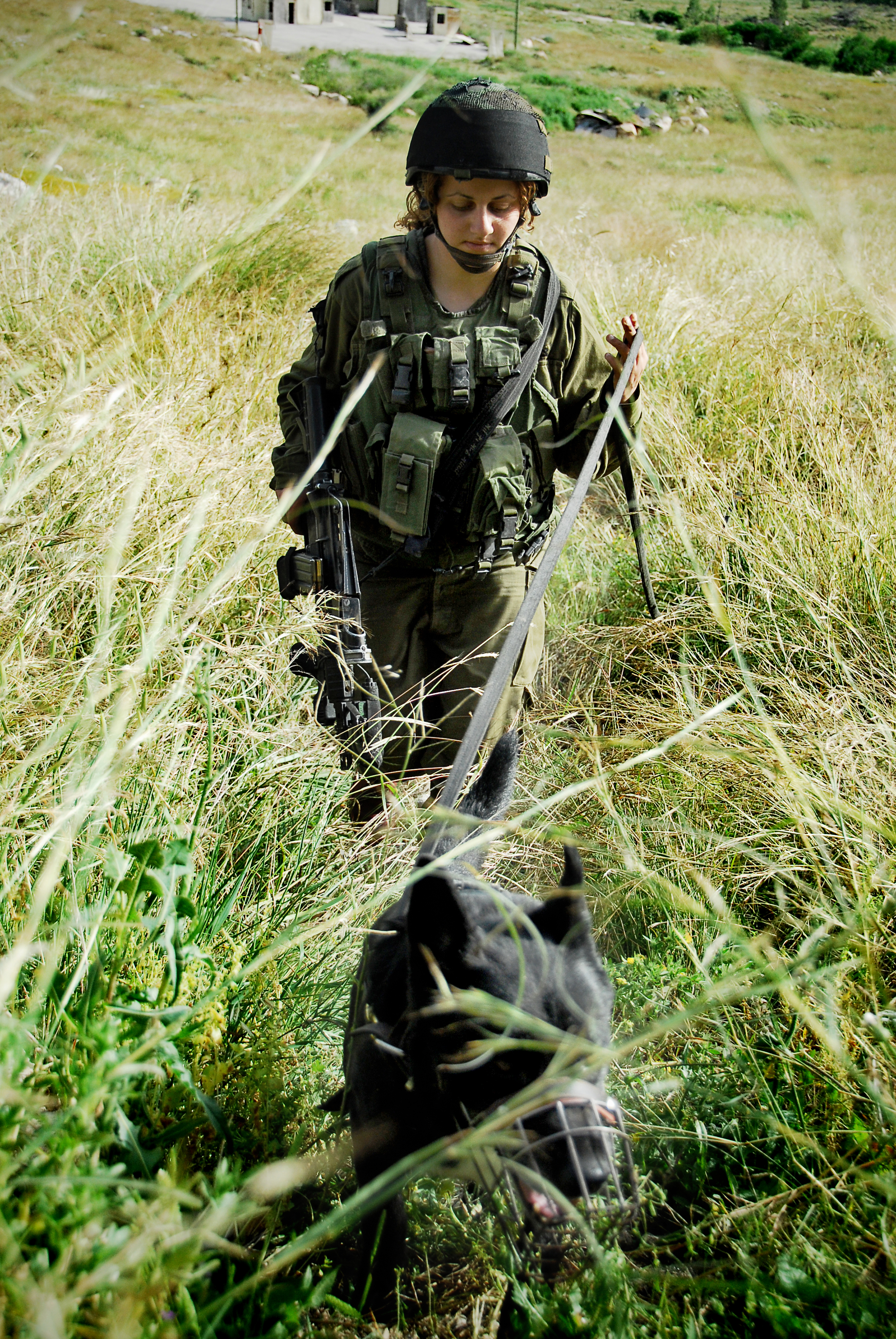
Israelische Soldatin der Oketz-Einheit mit einem Sprengstoffhund bei einer Übung

Die Oketz-Einheit (hebräisch יחידת עוקץ, Jechidat Oketz, deutsch Stachel) ist eine spezialisierte Einheit der israelischen Verteidigungsstreitkräfte (IDF), (Sajeret). Sie wurde 1954 aufgestellt. Der erste Kommandant war Yossi Labock. Die Einheit ist auf die Ausbildung und den Einsatz von Diensthunden bei militärischen Operationen spezialisiert. Hierzu gehören die Suche nach Sprengstoff, Minen, Waffen und Munition, die Suche nach Opfern in eingestürzten Gebäuden oder der Einsatz als Kampfhund gegen Angreifer, Terroristen bzw. des Terrorismus verdächtigte Personen.
Als Hund wird der Malinois, eine Varietät des Belgischen Schäferhundes (FCI-Gruppe 1, Sektion 1, Standard Nr. 15), dem Deutschen Schäferhund und Rottweiler – die früher bei der Einheit eingesetzt wurden – bevorzugt, insbesondere weil sie durch ihr kurzes Fell weniger hitzeempfindlich sind. Die Hundeführer von Oketz werden bei Bedarf anderen Spezialeinheiten zugewiesen. Die Einheit wird ebenso bei Katastrophen im Ausland eingesetzt. Das Training des Hundes beginnt im Alter von eineinhalb Jahren und dauert 16 Monate.
In der Oketz Basis wurde ein Hundefriedhof eingerichtet, auf dem Hunde, die im Einsatz gestorben sind, beerdigt werden. Der jeweilige Hundeführer erhält unmittelbar einen neuen Hund zur Ausbildung. Inbal Rabin-Lieberman diente in der Einheit.